# Evacuación de Dannevirke

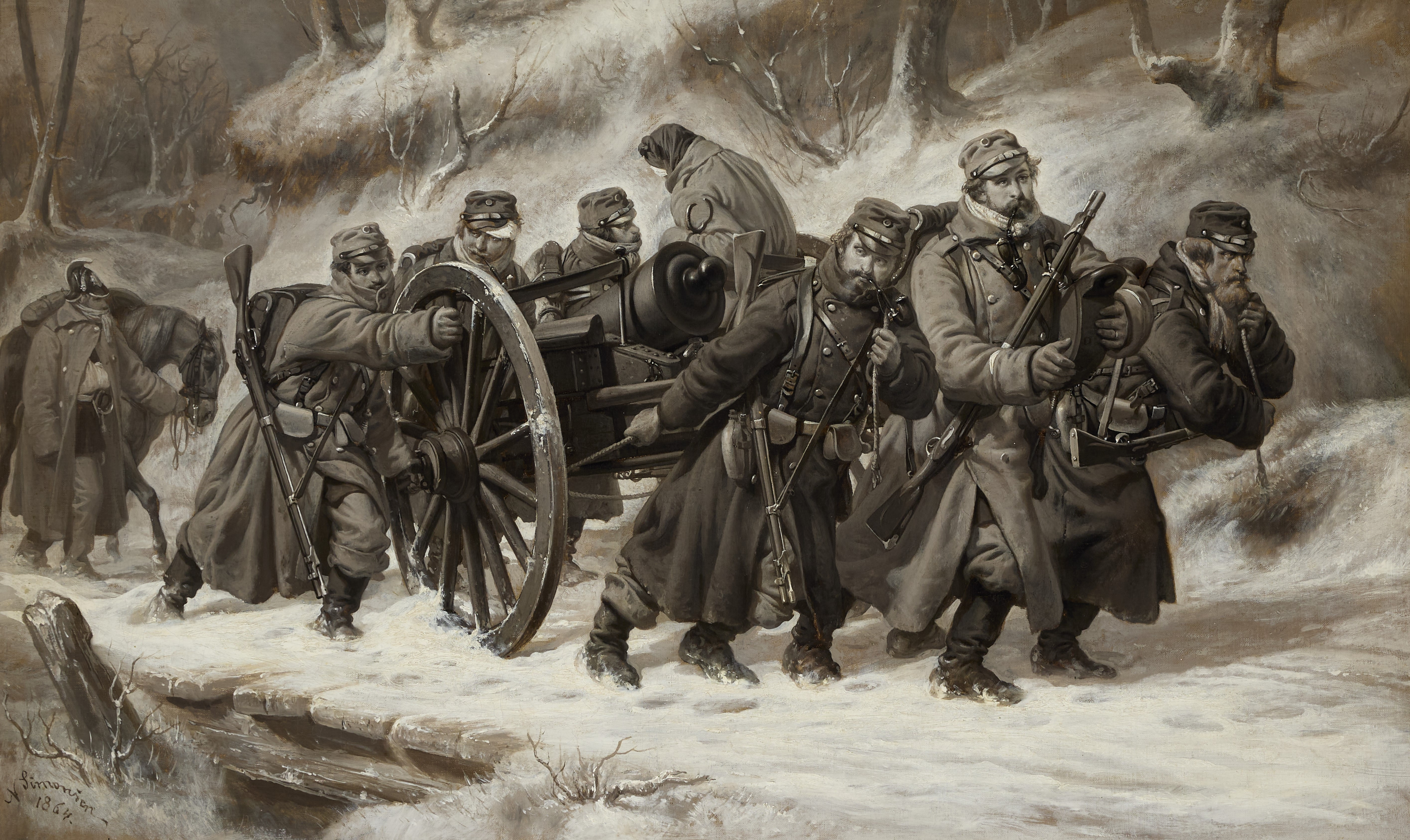
La famosa pintura Tilbagetoget fra Dannevirke 1864 de Niels Simonsen, mostrando la retirada danesa de las fortificaciones Dannevirke.

Durante la Segunda Guerra de Schleswig, las fortificaciones de Danevirke fueron evacuadas por el ejército danés en 1864. Esto marcó el último uso militar de las antiguas estructuras de defensa de Danevirke, las cuales han quedado en manos alemanas desde entonces.

## Trasfondo
Debido a su emotivo simbolismo nacionalista, la opinión pública en Dinamarca había esperado que la siguiente batalla tuviera lugar en el Danevirke. Las fortificaciones estaban ya bajo ataque, pero ninguna batalla tuvo lugar allí, exceptuando algunas escaramuzas tempranas en las proximidades, justo al sur del Danevirke, cuando el comandante en jefe danés, General de Meza, retiró sus fuerzas a las trincheras de Dybbøl. El general De Meza temía ser flanqueado, debido a que el Schlei y los humedales entre el Danevirke y Husum se habían congelado en duro invierno, y porque el territorio inmediatamente adyacente al Danevirke ya había caído a manos alemanas. 

## Acciones
Esta retirada sorprendiór al ejército austroprusíanos, y casi todo del ejército danés logró completar la evacuación. Aun así, la retirada obligó al abandono de importantes piezas de artillería pesada, y  ha quedado como asunto de debate histórico por qué el ferrocarril a Flensburg nunca fue correctamente utilizado para la evacuación.

## Consecuencias
Las noticias de la retirada provocaron una gran conmoción a la opinión pública danesa qué había considerado el Danevirke impregnable, y el general de Meza fue rápidamente relevado de su mando.